# 삼목항
삼목항은 인천광역시 중구 운서동, 영종도 섬에 있는 어항이다. 2008년 1월 9일 어촌정주어항으로 지정되었다. 시설관리자는 인천광역시 중구청장이다.

## 어항 구역
본 항의 어항구역은 다음과 같다.
- 수역: 63,510m2(아래의 각 지점을 연결한 선내)
  - A지점: 운서동 2508-66번지와 운서동 2508-67번지의 경계점 (N37°29′58.31″ E126°27′07.60″)
  - B지점: 지점A에서 정북방향으로 150m지점 (N37°30′03.18″ E126°27′07.56″)
  - C지점: 지점B에서 정동방향으로 350m지점 (N37°30′03.25″ E126°27′21.81″)
  - D지점: 지점C에서 정남방향으로 170m지점(운서동 2508-5번지 경계선과 교차점) (N37°29′56.76″ E126°27′21.86″)
- 육역: 1,699.6m2(중구 운서동 2827, 2828-1, 2508-35)

## 어항 시설
- 선착장 81m, 물양장 64m

## 기본 계획
- 호안 198m, 물양장 103m, 선양장 10m

## 개발 계획
- 호안 198m, 물양장 103m, 선양장 10m, 기타시설 1식[1]

## 주요 어종
- 숭어, 낙지, 새우, 전어

## 같이 보기
- 삼목 선착장